# Casa Museo Ricardo Palma
La Casa Museo Ricardo Palma es una casa museo ubicada en el distrito de Miraflores, en Lima, y está dedicada al escritor peruano Ricardo Palma, autor de Tradiciones Peruanas.
La vivienda, declarada Patrimonio Cultural de la Nación, es un rancho construido en 1912 en adobe en un área de 468 metros cuadrados que fue alquilada y habitada por Palma y sus hijas entre 1913 y 1919, fecha en que falleció.
Fue inaugurado como casa museo en 1969. El museo expone muebles, objetos, cuadros, fotografías y documentos personales. Además, cuenta con un auditorio y es un centro de investigación dedicado a la vida y obra del tradicionista peruano.
En 2019, la Municipalidad de Miraflores procedió a su restauración.